# Operation Klauenschwert
Die Operation Klauenschwert (türkisch Pençe Kılıç Hava Harekâtı) ist eine türkische Militäroffensive in Syrien und dem Irak. Bei dieser werden vorrangig militärische Ziele der von der Türkei und anderen Staaten als terroristisch angesehenen PKK und der Syrisch Demokratischen Streitkräfte, aber auch Ziele der syrische Streitkräfte beschossen. Als Anlass der Militäroperation wird der Bombenanschlag in Istanbul am 13. November 2022 angeführt, den verübt zu haben, die PKK von der türkischen Regierung beschuldigt wird. Die Militäroperation begann am Nachmittag des 19. Novembers, als türkische Kampfflugzeuge und Drohnen Stellungen der kurdischen Kämpfer in Nordsyrien bombardierten.

## Verlauf
Am 19. November starteten türkische Kampfflugzeuge Angriffe auf militärische Stützpunkte der kurdischen Kämpfer in Kobane, Ain Daqnah, Maranaz und Menagh im Norden Syriens. Bei 25 Luftangriffen der türkischen Streitkräfte wurden sechs kurdische Kämpfer und sechs syrische Soldaten getötet.
Am 20. November folgten 10 türkische Luftangriffe auf Positionen der kurdischen Kämpfer und der syrischen Streitkräfte, bei denen ein Journalist, 18 kurdische Kämpfer und 16 syrische Soldaten getötet wurden. Weiterhin wurde durch Raketeneinschläge ein türkischer Soldat an der türkisch-syrischen Grenze getötet.
Am 21. November fanden zwei Drohnenangriffe der Türkei in der Provinz al-Hasakah statt, einer davon in der Nähe eines russischen Militärstützpunktes. An diesem Tag starben zwei syrische Soldaten und ein kurdischer Kämpfer durch türkische Drohnenangriffe und ein Kämpfer der von der Türkei unterstützen Freien Syrischen Armee durch die Syrisch-Demokratischen Streitkräfte.
Am 22. November wurden durch Land- und Luftangriffe in 17 verschiedenen syrischen Dörfern vier kurdische Kämpfer und drei syrische Soldaten getötet. Ein türkischer Drohnenangriff beschädigte eine Militärbasis im Norden von al-Hasakah, die die USA unterhalten.
Am 23. November führte die türkische Luftwaffe 18 Angriffe in Syrien durch, wodurch drei kurdische Kämpfer getötet wurden.
Am 24. November führten türkische Streitkräfte Angriffe mithilfe von Raketen und Drohnen auf militärische Stützpunkte der syrischen Truppen und der kurdischen Kämpfer in der Provinz Aleppo. Acht kurdische Kämpfer, die im Flüchtlingslager in Al-Hawl stationiert waren, wurden durch türkische Luftangriffe getötet.

## Verluste
Nach Angaben der Syrischen Beobachtungsstelle für Menschenrechte starben bei der Militäroffensive ein türkischer Soldat, ein Kämpfer der Freien Syrischen Armee, 35 kurdische Kämpfer, 30 syrische Soldaten und 18 Zivilisten. Zehn Zivilisten starben durch türkische Luftangriffe und acht Zivilisten durch Raketenangriffe durch kurdische Kämpfer und syrische Truppen.